# Abraxas albidivisa
Abraxas albidivisa là một loài bướm đêm trong họ Geometridae.